# Веласко, Хуан де
Хуан де Веласко-и-Перес Петроче (исп. Juan de Velasco y Pérez Petroche; 6 января 1727, Риобамба, Королевская аудиенсия Кито — 29 июня 1792, Фаэнца) — священник-иезуит, эквадорский хронист, просветитель, энциклопедист, историк, педагог, профессор философии и теологии, доктор наук.
Наиболее известен своей исторической работой «Historia del Reino de Quito» («История царства Киту», 1789).

## Биография
Получил начальное образование в иезуитской коллегии в Риобамба, в 1743 году поступил в духовную семинарию Сан-Луис в Кито. В следующем году стал послушником Общества Иисуса в Латакунге, где принял обеты в июле 1746 года. После сильного землетрясения 1747 года, сильно разрушившее город, отправился в Кито, где изучал философию в Colegio Máximo, а затем теологию в Университете Сан-Грегорио. Защитил докторскую диссертацию и был рукоположён в священники в 1753 году.
Служил священником и преподавателем в Куэнке, позже работал в Ибарре и Попаяне, читал лекции в университете Сан-Маркос в Лиме. Активно участвовал во многих областях науки. В частности, посвятил себя исследованию истории того, что он назвал «царством Киту».
В августе 1767 года члены Ордена иезуитов Кито неожиданно были проинформированы о решении короля Испании изгнать их из всех своих владений. Хуан де Веласко навсегда покинул испано-южноамериканские территории вместе со своими товарищами и после долгого путешествия в 1768 году окончательно поселился в Фаэнце в Папской области, где жил в скромных условиях, страдал прогрессирующим артериосклерозом и генетически обусловленной старческой глухотой, которая сохранилась до конца его жизни.
Несмотря на трудности, проявив силу воли взялся за свой главный труд Historia del Reino de Quito en la América y crónica de la provincia de la Compañía de Jesús del mismo Reino (История Империи Кито в Америке и Хроники провинции Общество Иисуса того же царства). Двадцать лет изучения, систематизации и ознакомления с его бесчисленными заметками сформировали структуру и редактирование его монументального труда, первые два тома которого он отправил в марте 1789 года члену Королевского совета Испании, для разрешения и публикации. Третий том последовал 1 августа того же года.

## Избранные сочинения
- Historia moderna del Reyno de Quito y crónica de la provincia de la Compañía , 1789 г.
- Relación histórica y apologética, посвященный Nuestra Señora de la Luz .
- Tratado de Física.
- Colección de poesías, hechas por un ocioso en la ciudad de Faenza.
- Carta geográfica del Reino de Quito.
- Vocabulario de la lengua peruana-quitense, llamada lengua del inga.